# DVDFab
DVDFab（ディーブイディーファブ）は中国のソフトウェア会社DVDFab Software（旧Fengtao Software）によって開発されたソフトウェアシリーズである。

## 概要
元々はドイツの技術者イェルク・プレナートによって「DVDToolbox（後にDVDFabに改称）」として開発されていたものであるが、2003年にドイツでの著作権法改正に伴って中国のFengtaoに売却されたものである。
主な製品はDVD/ブルーレイのコピーとリッピングなどを扱うDVDFab13、ストリーミング動画をダウンロードするStreamFab、動画編集UniFab、ストリーミング動画を再生するためのメディアプレーヤーソフトシリーズであるPlayerFab、AI技術を搭載した動画・画像加工であるAI、その他動画変換などを扱うマルチメディアに分類される。例えばStreamFabでダウンロードした動画をDVDFab DVD コピーでコピーするなど、それぞれのソフトを連携してダウンロードとコピーなどの操作を一括で行うこともできる。本体は日本語に対応。ほとんどのソフトでWindows / Mac版が販売されているが、一部Windows上で動作するものもある。

### DVDFab HD Decrypter
DVDFab HD DecrypterはDVDやBlu-ray Discをリッピング・バックアップするためのソフトウェア。64ビット版ではUltra HD Blu-rayのバックアップにも対応している。DVDFabの有料版の期限が切れたあと自動的に切り替わるフリーソフトウェアでもある。

### DVDFab Blu-ray コピー
ブルーレイを無劣化でコピーできる。BD-50からBD-25への圧縮にも対応しており、空のディスクに出力したりISOファイルにリッピングしたりすることも可能。

### DVDFab Blu-ray リッピング
ブルーレイを高速でリッピングできる。対応出力フォーマットはH.265を含む、MP4、MKV、AVIなど。GPUアクセラレーションが搭載されており通常より50倍速い変換速度を実現した。

### DVDFab Passkey for ブルーレイ
コピーガードAACSを解除できるブルーレイ用の常駐型リッパーソフト。Windows上で動作する。

### DVDFab DVD リッピング
DVDを高速でリッピングできる。対応出力フォーマットはMP4、MKV、AVI、FLV、WMV、M2TSなど。iPhoneやiPadなどデバイスに最適化された形式にリッピングすることもできる。

### DVDFab Passkey Lite
コピーガードを解除する ユーティリティソフト。Passkey for DVDとPasskey for ブルーレイの無料版。ImgBurn、VLCなどのソフトウェアと連携してDVDやBlu-rayの書き込み、再生、編集まで行える。

### DVDFab Passkey for DVD
コピーガードAACSを解除できるDVD用の常駐型リッパーソフト。Windows上で動作する。

### DVDFab DVD コピー
CSS、UOPs、APS、RC、DADC、Disney's Fakeなどのコピーガードを簡単に解除して、DVDを空のDVDメディア/ISOファイル/フォルダにコピーできる。

### DVDFab写真加工 AI
AIを搭載した写真加工ソフト。高画質を維持したまま最大4,000％のアップスケーリングに対応している。サポート入力フォーマットはpng, jpg, jpeg, bmp, tif, tiff, jpe, ppm、サポート出力フォーマットはpng, jpg, jpeg, tif, tiff, bmp。

### 写真加工 AIオンライン版
AIを搭載したオンライン上で動作する写真加工ブラウザツール。ソフトウェアをインストールすることなく、ブラウザ上で写真をアップロードするだけでオリジナル写真を加工できる。

### DVDFab DVD 作成
動画ファイルをDVDにするオーサリングソフト。テンプレートが内蔵されており、オリジナルのDVDメニューを作成することもできる。GPUアクセラレーションが搭載されており通常より50倍速い変換速度を実現した。

## 日本国内における著作権改正
2012年（平成24年）、DVDなどに用いられる「CSS」などの暗号型技術を、著作権法上の対象となる「技術的保護手段」に追加するDVDのリッピングの違法化を盛り込んだ著作権改正法案が可決される。これに伴い、CSS等の保護技術を回避してのDVDのリッピングは規制され、刑罰の対象となった。